# Igoville
Igoville es una localidad y comuna francesa situada en la región de Alta Normandía, departamento de Eure, en el distrito de Les Andelys y cantón de Pont-de-l'Arche.

## Demografía
| 350 | 297 | 354 | 331 | 423 | 430 | 445 | 406 | 417 | 428 | 432 | 413 | 483 | 439 | 468 | 465 | 487 | 514 | 498 | 462 | 568 | 5 | 544 | 565 | 583 | 670 | 745 | 850 | 889 | 1 107 | 1 312 | 1 474 | 1 475 |
| Para los censos de 1962 a 1999 la población legal corresponde a la población sin duplicidades (Fuente: INSEE [Consultar]) |     |     |     |     |     |     |     |     |     |     |     |     |     |     |     |     |     |     |     |     |   |     |     |     |     |     |     |     |       |       |       |       |

Gráfico de evolución demográfica de la comuna desde 1793 hasta 2006

## Administración

### Entidades intercomunales
Igoville está integrada en la Communauté de communes Seine-Bord . Además forma parte de diversos sindicatos intercomunales para la prestación de diversos servicios públicos:
- Syndicat du secteur scolaire de Pont-de_l'Arche .
- Syndicat de l'électricité et du gaz de l'Eure (SIEGE) .
- Syndicat Intercommunal d'Alimentation en Eau Potable Andelle-Seine Bord .

### Riesgos
La prefectura del departamento de Eure incluye la comuna en la previsión de riesgos mayores  por:
- Presencia de cavidades subterráneas.
- Riesgos derivados del transporte de mercancías peligrosas.
- Riesgos derivados de actividades industriales.
- Riesgo de inundación.